# Чеко (футболист)
Чеко (порт. Tcheco; полное имя — Андерсон Симас Лусиано, порт. Anderson Simas Luciano; родился 11 апреля 1976, Коритиба, Бразилия) — бразильский футболист, полузащитник.

## Карьера
Чеко родился в городе Куритиба, и является воспитанником футбольного клуба «Парана». Пробыв в клубе 4 года, Андерсон перешел в «Эспортиво» из города Бенту-Гонсалвис, но не сыграл за клуб ни одного матча. В 2000 году состоялся его переход в клуб «Малутром», а затем в клуб родного города — «Коритиба». Покинув «Коритибу» два года спустя, игрок отправился в Саудовскую Аравию, в клуб «Аль-Иттихад».